# Neptis disopa
Neptis disopa är en fjärilsart som beskrevs av Swinhoe 1893. Neptis disopa ingår i släktet Neptis och familjen praktfjärilar. Inga underarter finns listade i Catalogue of Life.